# Генерал-капитанство
Генерал-капитанство (исп. Capitanía general) — административные единицы, образовывавшиеся в тех частях Испанской империи, которые подвергались риску иностранных либо индейских нападений. Возглавлявший территорию генерал-капитан обладал как военной властью над размещёнными там войсками, так и административной губернаторской властью над территорией (поэтому не нужно путать должность «генерал-капитан» с воинским чином «генерал-капитан», существовавшим в то время во многих армиях Европы — в том числе в испанской).
Генерал-капитанства были созданы в Америке до вице-королевств, и после появления вице-королевств были инкорпорированы в новую систему. Впоследствии генерал-капитанства выделялись внутри вице-королевств просто для удобства управления отдалёнными территориями — так, к примеру, были созданы генерал-капитанства в Гватемале, Чили и на Филиппинах.